# Teesdorf
Teesdorf là một thị trấn ở huyện Baden trong bang Niederösterreich ở nước Áo. Đô thị này có diện tích 7,3 km², dân số năm 2001 là 1641 người.
Đây là nơi sinh của Alexander Trim.